# سعيد مرجان
سعيد محمد سعيد حسن مرجان (مواليد 10 فبراير 1990 في إربد، الأردن) لاعب كرة قدم دولي أردني يجيد اللعب في مركز الوسط المحوري وبدرجة أقل الوسط المهاجم. يلعب حاليًا لصالح الرفاع الشرقي في الدوري البحريني الممتاز من 2021.

## المسيرة الرياضية

### الأندية
في 1 يوليو 2006 تم تصعيده للفريق الأول في العربي الأردني (الصاعد حديثا إلى الدرجة الممتازة). في موسمه الأول 2006-2007 وفي بطولة الدوري الممتاز ساهم في احتلال العربي المركز السابع برصيد 18 نقطة بفارق أربع نقاط عن منطقة الهبوط. وفي بطولة كأس الأردن ساهم في وصول العربي إلى الدور الربع النهائي حيث خسر من الحسين إربد 2-3. وفي بطولة درع الاتحاد الأردني اكتفى العربي باحتلال المركز الثالث في المجموعة الأولى برصيد نقطتين وبالتالي الفشل في التأهل إلى الدور النصف النهائي.
في موسمه الثاني 2007-2008 وفي بطولة الدوري الممتاز ساهم مرجان في احتلال العربي المركز السادس برصيد 18 نقطة بفارق 6 نقاط عن منطقة الهبوط. وفي بطولة كأس الأردن خرج العربي من مباراته الأولى عندما خسر من الأهلي 0-1 في الدور الثمن النهائي. وفي بطولة درع الاتحاد الأردني احتل العربي المركز الرابع في المجموعة الثانية برصيد 3 نقاط وبالتالي فشل في التأهل إلى الدور النصف النهائي.
في موسمه الثالث 2008-2009 وفي بطولة الدوري الممتاز ساهم مرجان في احتلال العربي المركز السادس برصيد 18 نقطة بفارق 8 نقاط عن منطقة الهبوط. وفي بطولة كأس الأردن خرج العربي من المرحلة الأولى عندما خسر من كفرسوم 1-2 في مجموع المباراتين في الدور الثمن النهائي. وفي بطولة درع الاتحاد الأردني احتل العربي المركز الرابع في المجموعة الثانية برصيد 4 نقاط وبالتالي فشل في التأهل إلى الدور النصف النهائي.
في موسمه الرابع 2009-2010 وفي بطولة الدوري الممتاز ساهم مرجان في احتلال العربي المركز العاشر برصيد 21 نقطة بفارق 3 نقاط عن منطقة الهبوط. وفي بطولة كأس الأردن ساهم في وصول العربي إلى المباراة النهائية عندما خسر من الوحدات 0-1. وفي بطولة درع الاتحاد الأردني ساهم في وصول العربي إلى المباراة النهائية عندما خسر من الفيصلي 0-4.
في موسمه الخامس 2010-2011 وفي بطولة الدوري الممتاز ساهم مرجان في احتلال العربي المركز التاسع برصيد 19 نقطة بفارق 4 نقاط عن منطقة الهبوط. وفي بطولة كأس الأردن ساهم في وصول العربي إلى الدور النصف النهائي حيث خسر من منشية بني حسن بأفضلية الأهداف خارج الأرض بعد تعادلهما 2-2. وفي بطولة درع الاتحاد الأردني احتل العربي المركز الثالث في المجموعة الأولى برصيد نقطة واحدة وبالتالي فشل في التأهل إلى الدور النصف النهائي.
في موسمه السادس 2011-2012 وفي بطولة الدوري الممتاز ساهم مرجان في احتلال العربي المركز السادس برصيد 28 نقطة. وفي بطولة كأس الأردن ساهم في وصول العربي إلى الدور الربع النهائي حيث خسر من الجزيرة بأفضلية الأهداف خارج الأرض بعد تعادلهما 2-2. وفي بطولة درع الاتحاد الأردني احتل العربي المركز السادس في المجموعة الأولى برصيد 3 نقاط وبالتالي فشل في التأهل إلى الدور النصف النهائي.
في موسمه السابع والأخير 2012-2013 وفي بطولة الدوري الممتاز ساهم مرجان في احتلال العربي المركز الثالث برصيد 42 نقطة بفارق 11 نقطة عن البطل شباب الأردن. وفي بطولة كأس الأردن ساهم في وصول العربي إلى الدور الربع النهائي حيث خسر من ذات رأس بأفضلية الأهداف خارج الأرض بعد تعادلهما 1-1.
في 1 يوليو 2013 انتقل مرجان من العربي إلى كاظمة الكويتي (الدرجة الممتازة). في موسمه الأول 2013-2014 وفي بطولة الدوري الممتاز ساهم مرجان في احتلال كاظمة المركز الرابع برصيد 52 نقطة بفارق 16 نقطة عن البطل القادسية. وفي بطولة كأس الأمير خرج كاظمة من مباراته الأولى عندما خسر من الساحل 0-1. وفي بطولة كأس ولي العهد ساهم مرجان في وصول كاظمة إلى الدور الثاني عندما خسر من السالمية بركلات الترجيح.
في 1 يوليو 2014 انتقل مرجان من كاظمة إلى الرمثا الأردني (الدرجة الممتازة). في موسمه الأول 2014-2015 وفي بطولة الدوري الممتاز ساهم مرجان في احتلال الرمثا المركز الثالث برصيد 36 نقطة بفارق 12 نقطة عن البطل الوحدات. وفي بطولة كأس الأردن ساهم في وصول العربي إلى الدور النصف النهائي حيث خسر من ذات رأس 2-4.
في موسمه الثاني 2015-2016 وفي بطولة الدوري الممتاز ساهم مرجان في احتلال الرمثا المركز السادس برصيد 31 نقطة. وفي بطولة كأس الأردن خرج الرمثا من مباراته الأولى عندما خسر من الطرة بركلات الترجيح.
في موسمه الثالث والأخير 2016-2017 وفي بطولة الدوري الممتاز ساهم مرجان في احتلال الرمثا المركز الخامس برصيد 33 نقطة بفارق 13 نقطة عن البطل الفيصلي. وفي بطولة كأس الأردن ساهم في وصول الرمثا إلى الدور النصف النهائي عندما خسر من الجزيرة 0-2 في مجموع المباراتين. وفي بطولة درع الاتحاد الأردني احتل الرمثا المركز الثالث في المجموعة الثانية برصيد 9 نقاط بفارق الأهداف عن صاحب المركز الثاني المؤهل إلى الدور النصف النهائي.
في 1 يوليو 2017 انتقل مرجان من الرمثا إلى الوحدات الأردني (الدرجة الممتازة). في موسمه الأول 2017-2018 وفي بطولة الدوري الممتاز ساهم مرجان في تتويج الوحدات بالبطولة بعدما تصدر الترتيب برصيد 53 نقطة بفارق 12 نقطة عن الوصيف الجزيرة ليحقق مرجان أولى بطولاته الشخصية. وفي بطولة كأس الأردن ساهم في وصول الوحدات إلى الدور النصف النهائي حيث خسر من شباب الأردن 2-3. وفي بطولة درع الاتحاد الأردني ساهم في تتويج الوحدات بالبطولة بعدما تغلب في المباراة النهائية على الجزيرة 2-0 ليحقق مرجان ثاني بطولاته الشخصية.
في موسمه الثاني والأخير 2018-2019 وفي بطولة كأس السوبر الأردنية ساهم مرجان في تتويج الوحدات بالبطولة بعدما تغلب في المباراة النهائية على الجزيرة 2-1 ليحقق مرجان ثالث بطولاته الشخصية. وفي بطولة الدوري الممتاز ساهم في احتلال الوحدات المركز الثالث برصيد 43 نقطة بفارق 7 نقاط عن البطل الفيصلي. وفي بطولة كأس الأردن ساهم في وصول الوحدات إلى الدور النصف النهائي عندما خسر من الرمثا 2-4 في مجموع المباراتين. وفي بطولة كأس الاتحاد الآسيوي ساهم في وصول الوحدات إلى الدور الربع النهائي عندما خسر من العهد اللبناني 0-1 في مجموع المباراتين.
في 1 يوليو 2019 انتقل مرجان من الوحدات إلى الفيصلي الأردني (الدرجة الممتازة). في موسمه الأول 2020 وفي بطولة كأس السوبر الأردنية ساهم مرجان في تتويج الفيصلي بالبطولة بعدما تغلب على الجزيرة بركلات الترجيح ليحقق مرجان رابع بطولاته الشخصية. وفي بطولة الدوري الممتاز ساهم في احتلال الفيصلي المركز الخامس برصيد 27 نقطة بفارق 7 نقاط عن منطقة الهبوط. وفي بطولة درع الاتحاد الأردني ساهم في وصول الفيصلي إلى الدور النصف النهائي عندما خسر من الوحدات 0-1. وفي بطولة دوري أبطال آسيا خسر الفيصلي من الكويت الكويتي 1-2 في الدور التمهيدي لينتقل إلى بطولة كأس الاتحاد الآسيوي ولكن البطولة ألغيت بعد مرور جولتين من دور المجموعات.
في 8 فبراير 2021 انتقل مرجان من الفيصلي إلى الرفاع الشرقي البحريني (الدرجة الممتازة). في موسمه الأول 2020-2021 وفي بطولة الدوري البحريني الممتاز ساهم مرجان في احتلال الرفاع الشرقي المركز الثاني برصيد 35 نقطة بفارق 10 نقاط عن البطل الرفاع. وفي بطولة كأس الاتحاد البحريني ساهم مرجان في وصول الرفاع الشرقي إلى المباراة النهائية حيث خسر من المحرق 1-2.

### المنتخبات
في 30 ديسمبر 2009 شارك مرجان في أول مباراة دولية له مع الأردن وكانت أمام الصين وديا وانتهت بالتعادل الإيجابي 2-2.
شارك مرجان في دورة الألعاب العربية 2011 التي أقيمت في قطر حيث وقع الأردن في المجموعة الثالثة وساهم مرجان في فوز الأردن على فلسطين ثم التعادل مع السودان وليبيا بنفس النتيجة 0-0 ليحتل المركز الأول برصيد 5 نقاط ويتأهل إلى الدور النصف النهائي حيث ساهم في الفوز على الكويت 2-0 بعد الوقت الإضافي ليتأهل إلى المباراة النهائية حيث خسر من البحرين بهدف نظيف وليحصد الميدالية الفضية.
شارك مرجان في تصفيات كأس العالم لكرة القدم 2014 حيث ساهم في الدور الثاني في فوز الأردن على النيبال 10-1 في مجموع المباراتين حيث سجل مرجان أول أهدافه الدولية في مباراة الإياب. وفي المرحلة الثالثة وقع الأردن في المجموعة الأولى حيث لعب مباراتين من أصل 6 مباريات وساهم في احتلال الأردن المركز الثاني برصيد 12 نقطة ليتأهل إلى المرحلة الرابعة حيث وقع الأردن في المجموعة الثانية حيث لعب مرجان سبع من أصل ثماني مباريات ليساهم في احتلال الأردن المركز الثالث برصيد 10 نقاط بفارق 3 نقاط عن أستراليا التي تأهل إلى نهائيات البطولة وبالتالي تأهل الأردن إلى الدور الخامس حيث واجه أوزبكستان في مباراتين انتهت نتيجتهما بفوز الأردن بركلات الترجيح بعد تعادلهما 2-2 في مجموع المباراتين وكان مرجان لعب المباراتين وسجل هدف في مباراة الإياب وسدد ركلة ترجيحية ناجحة وتأهل الأردن إلى الملحق القاري حيث واجه خامس تصفيات قارة أمريكا الجنوبية الأوروغواي حيث خسر 0-5 في مجموع المباراتين ولعب مرجان مباراة الذهاب التي انتهت بفوز الأوروغواي 5-0 وبالتالي فشل الأردن في التأهل إلى نهائيات بطولة كأس العالم لكرة القدم.
شارك مرجان في بطولة بطولة اتحاد غرب آسيا لكرة القدم 2012 التي أقيمت في الكويت حيث وقع الأردن في المجموعة الثالثة ورغم مشاركة مرجان إلا أن الأردن خسر مباراتيه أمام العراق 0-1 وسوريا 1-2 ليحتل المركز الثالث الأخير بدون رصيد من النقاط وليخرج من الدور الأول.
شارك مرجان في تصفيات كأس آسيا 2015 حيث وقع الأردن في المجموعة الأولى حيث شارك مرجان في 4 مباريات (سوريا 1-1 ثم 2-1 عمان 0-0 سنغافورة 3-1) من أصل 6 مباريات ليساهم في احتلال الأردن المركز الثاني برصيد 12 نقطة وليتأهل إلى نهائيات البطولة.
شارك مرجان في بطولة اتحاد غرب آسيا لكرة القدم 2014 التي أقيمت في قطر حيث وقع الأردن في المجموعة الثالثة واستطاع أن يساهم في التعادل مع لبنان 0-0 ثم الفوز على الكويت 2-1 حيث سجل مرجان الهدف الأول وبالتالي تصدر الأردن المجموعة برصيد 4 نقاط وتأهل إلى الدور النصف النهائي حيث ساهم في الفوز على البحرين 1-0 ليتأهل إلى المباراة النهائية حيث خسر الأردن من قطر المستضيف 0-2 على الرغم من مشاركة مرجان في هذه المباراة.
تم استدعاء مرجان للمشاركة في بطولة كأس آسيا 2015 التي أقيمت في أستراليا حيث وقع الأردن في المجموعة الرابعة وشارك مرجان في مباراة واحدة في البطولة وكانت أمام فلسطين التي انتهت بالفوز 5-1 وفي نمهاية المطاف احتل الأردن المركز الثالث برصيد 3 نقاط وخرج من منافسات البطولة.
شارك مرجان في تصفيات كأس آسيا 2019 – المرحلة الثالثة حيث وقع الأردن في المجموعة الثالثة ولعب مرجان مباراتين (أمام أفغانستان 4-1 حيث سجل هدف واحد ثم التعادل 3-3) من أصل 6 مباريات وبالتالي ساهم في احتلال الأردن المركز الأول برصيد 12 نقطة وبالتالي تأهل إلى نهائيات البطولة.
تم استدعاء مرجان للمشاركة في بطولة كأس آسيا 2019 التي أقيمت في الإمارات حيث وقع الأردن في المجموعة الثالثة وساهم في الفوز على أستراليا 1-0 وسوريا 2-0 والتعادل مع فلسطين 0-0 وبالتالي احتلال الأردن المركز الأول برصيد 7 نقاط برصيد 7 نقاط والتأهل إلى الدور الثمن النهائي حيث خسر من فيتنام بركلات الترجيح وخرج من منافسات البطولة.
شارك مرجان في بطولة بطولة اتحاد غرب آسيا لكرة القدم 2019 التي أقيمت في العراق حيث وقع الأردن في المجموعة الثانية ولعب مباراتين (وكانتا أمام البحرين وانتهت بالخسارة 0-1 ثم أمام السعودية وانتهت بالفوز 3-0 حيث سجل الهدف الأول) من أصل ثلاث مباريات وساهم في احتلال الأردن المركز الثاني برصيد 4 نقاط وبالتالي فشل في التأهل إلى المباراة النهائية.
شارك مرجان في تصفيات كأس العالم 2022 – آسيا الجولة الثانية حيث وقع الأردن في المجموعة الثانية ولعب مرجان 3 مباريات (كانت أمام الكويت 0-0 ثم النيبال 3-0 ثم تايوان 5-0) من أصل 8 مباريات وساهم في احتلال الأردن المركز الثالث برصيد 14 نقطة وبالتالي الفشل في التأهل إلى الدور الثالث من تصفيات كأس العالم ولكنه نجح في التأهل إلى الدور الثالث من تصفيات كأس آسيا.

## الإنجازات

### الأندية
- الوحدات
  - الدوري الأردني الممتاز (1): 2017-2018
  - درع الاتحاد الأردني (1): 2017-2018
  - كأس السوبر الأردنية (1): 2018
- الفيصلي
  - كأس السوبر الأردنية (1): 2020

### المنتخبات
- الأردن
  - الميدالية الفضية في دورة الألعاب العربية (1): 2011
  - المركز الثاني في بطولة اتحاد غرب آسيا لكرة القدم (1): 2014

## روابط خارجية
- سعيد مرجان على موقع قاعدة بيانات كرة القدم.إي يو (الإنجليزية)
- سعيد مرجان على موقع ناشيونال فوتبول تيمز (الإنجليزية)
- سعيد مرجان على موقع Soccerway.com (الإنجليزية)
- سعيد مرجان على موقع كووورة